# ميخائيل والش (سياسي)
ميخائيل والش (بالإنجليزية: Michael Walsh)‏ هو صحفي وسياسي أمريكي، ولد في 4 مايو 1810 في جمهورية أيرلندا، وتوفي في 17 مارس 1859. حزبياً، نشط في الحزب الديمقراطي. وقد انتخب عضو جمعية ولاية نيويورك وانتخب عضو مجلس النواب الأمريكي.